# Паньши
Паньши (кит. спр. 磐石市, піньїнь: Pánshí Shì) — місто-повіт в східнокитайській провінції Цзілінь, складова міста Цзілінь.

## Географія
Паньши лежить на річці Сунгарі.

### Клімат
Місто знаходиться у зоні, котра характеризується вологим континентальним кліматом зі спекотним літом. Найтепліший місяць — липень із середньою температурою 22.5 °C (72.5 °F). Найхолодніший місяць — січень, із середньою температурою -17.1 °С (1.2 °F).
| Клімат Паньши           | Клімат Паньши | Клімат Паньши | Клімат Паньши | Клімат Паньши | Клімат Паньши | Клімат Паньши | Клімат Паньши | Клімат Паньши | Клімат Паньши | Клімат Паньши | Клімат Паньши | Клімат Паньши | Клімат Паньши |
| Показник                | Січ.          | Лют.          | Бер.          | Квіт.         | Трав.         | Черв.         | Лип.          | Серп.         | Вер.          | Жовт.         | Лист.         | Груд.         | Рік           |
| Середня температура, °C | −17,1         | −13,3         | −3,1          | 7             | 14,4          | 19,4          | 22,5          | 21,4          | 14,5          | 6,5           | −3,6          | −13           | 4,6           |
| Норма опадів, мм        | 7.4           | 8.4           | 16.1          | 41.1          | 64.4          | 110           | 196.5         | 159.8         | 69.3          | 40.5          | 21.1          | 9.8           | 744.4         |
| Днів з опадами          | 6,7           | 5,8           | 6,8           | 9,3           | 11,5          | 14,3          | 17,5          | 15,1          | 10,6          | 8,8           | 7,9           | 7,3           | 121,6         |
| Вологість повітря, %    | 65.2          | 61            | 54.3          | 51.8          | 53.7          | 67            | 78.8          | 79.6          | 70.1          | 63.5          | 64.1          | 64.8          | 64.5          |
| ----------------------- | ------------- | ------------- | ------------- | ------------- | ------------- | ------------- | ------------- | ------------- | ------------- | ------------- | ------------- | ------------- | ------------- |
| Джерело: Weatherbase    |               |               |               |               |               |               |               |               |               |               |               |               |               |